# Franciszek Kuropatwiński
Franciszek Kuropatwiński (ur. 16 marca 1875 we wsi Jabłonna Lacka, zm. 25 grudnia 1958 w Gdańsku) – polski inżynier technolog, organizator przemysłu zbrojeniowego, działacz stowarzyszeniowy.

## Życie
Ukończył gimnazjum w Siedlcach. Podczas nauki należał do tajnych kółek samokształceniowych. Studiował matematykę na Uniwersytecie Warszawskim (1893-1898), gdzie uzyskał stopień kandydata. Zaangażowany w ruch studencki, w 1894 był krótko więziony za udział w manifestacjach ku czci J. Kilińskiego. W latach 1898–1902 studiował w Petersburgu gdzie ukończył Wydział Mechaniczny Instytutu Technologicznego w Petersburgu (1902). W tym czasie związany był ze Związkiem Młodzieży Polskiej (Zet). Po studiach pracował w Iatach 1902-1908 najpierw jako inżynier biura technicznego R. Kolbe w Petersburgu, potem w głównych warsztatach kolei syberyjskiej w Omsku i Krasnojarsku. Był głównym inżynierem fabryki maszyn „J. Arkuszewski” w Łodzi (1908), a w latach 1909–1913 szefem wydziału elektrycznego Południoworosyjskiego Towarzystwa Metalurgicznego, dla którego zaprojektował i wybudował elektrownię w Kadijewce w Zagłębiu Donieckim. Potem był szefem wydziału elektrycznego Grodzieckiego Tow. Kopalni Węgla i Zakładów Przemysłowych w Grodźcu (1913-1914). Po wybuchu pierwszej wojny światowej został internowany przez Niemców w 1914. Po zwolnieniu udało mu się wyjechać na Ukrainę, gdzie pracował w różnych przedsiębiorstwach, na koniec jako inżynier biura Siemens-Schuckert, a potem główny inżynier budowy centrali elektrycznej w Juzówce. Należał do oddziału charkowskiego Stowarzyszenia Techników Polaków w Rosji.
W 1919 wrócił do kraju. Początkowo był naczelnym dyrektorem fabryki spółki „Gerlach, Pulst i Koppeh” przejętej przez państwo pod nazwą Państwowa Fabryka Karabinów (1919-1921). Za jego dyrekcji, na bazie przejętego wyposażenia gdańskiej fabryki broni, podjęto wstępne prace przygotowawcze do uruchomienia produkcji karabinu piechoty Mauser wz. 98. W latach 1921–1928 pracował jako starszy asystent katedry mechaniki teoretycznej Wydziału Inżynierii Lądowej Politechniki Warszawskiej. Następnie, w latach 1928–1939, był inspektorem elektryczno-mechanicznym Polskiego Monopolu Solnego. Od 1922 filister Polskiej Korporacji Akademickiej „Helanja” wywodzącej się z polskiej korporacji studenckiej w Petersburgu. Był także długoletnim członkiem zarządu (po drugiej wojnie światowej prezesem) Stowarzyszenia Technologów Polskich, jednym ze współorganizatorów Koła Inżynierów Technologów Petersburskich przy Stowarzyszeniu Techników Polskich. Opublikował Krótki zarys dziesięcioletniej działalności Koła Inżynierów Technologów Petersburskich... 1928-1938,
Podczas drugiej wojny światowej pracował jako wiceprezes zarządu fabryki wyrobów ceramicznych w Opocznie. Był także zaangażowany w działalność Polskiego Państwa Podziemnego. Jako współpracownik Delegatury Rządu na Kraj był więziony przez Niemców na Pawiaku. Po wojnie był w latach 1945-1948 dyrektorem papierni w Łomnicy i Dąbrownicy, następnie pracował jako inżynier Biura Odbudowy Portów w Gdańsku (1948-1950), a potem Centralnego Biura Projektów Przemysłu Rolnego i Spożywczego (1950-1958). Ufundował bibliotekę publiczną w Łazach.
Pochowany na Cmentarzu Srebrzysko w Gdańsku (kwat. rejon I, groby rodzinne, kwat. B, nr grobu 408).

## Życie prywatne
Urodził się w rodzinie ziemiańskiej, syn Józefa (zm. 1891) i Emilii z Aleksandrowiczów, wnuk powstańca listopadowego Ignacego, Jego starszym bratem był lekarz i społecznik Aleksander (1871-1941). Mąż Marii z Korabiewiczów, mieli pięcioro dzieci.